# Gadeath
Gadeath（ガデス）は、日本のヴィジュアル系ロックバンド。

## 概説
バンドコンセプトは『死と女神』。
バンド名は昴流の前バンド「Goddess（女神）」の韻をそのままに、「死」の「Death」を当てることで作られた造語。ハイトーンボイスで奏でられる旋律と激しいビートサウンドで、ハードロック～シンフォニック・メタルに軸を置いている。

## メンバー
- Vocal：Roi（ロイ）（元Gadeath Symphonia）
  - 2月9日生まれ、血液型B型
  - バンドリーダー、メインコンポーサー
  - JAPAN MENSAの元副会長
  - テレビに多数出演しており「王様になる」と公言している
  - マイクオタクでイヤホンオタク
  - お笑い好き
  - 甘いもの（特にチョコレート）が好き
  - アニメ、マンガを好む
  - 読書家であり、文学作品、ミステリー、ライトノベルと趣向は幅広い
  - 本田孝信、大畑理博らに師事

- Guitar：Shin（シン）（元Forget me not）
  - 2月13日生まれ、血液型B型
  - 細いため、メンバーから「ホネ」という愛称で弄られている
  - AVマニア

- Bass：晶（ショウ）（元Gadeath Symphonia）
  - 6月20日生まれ、血液型O型
  - 好きなバンドはL'Arc～en～Cielを公言し、tetsuyaを尊敬している
  - ゲーム好き
  - ピンク色を好む

- Drums：昴流（スバル）（元Gadeath Symphonia）
  - 8月23日生まれ、血液型O型、北海道出身
  - ライブ中はマスクを着けている
  - お笑いが大好き
  - 口癖は「ガシッてHiに鳴ろうぜ↑↑」

## 作品

### インディーズ

#### シングル
1. The God Slayer / Orgel（2013年10月19日）
  1. ダブルAサイドシングルとして発売予定。[1]